# Шамбон (Приморски Шарант)
Шамбон (фр. Chambon) насеље је и општина у западној Француској у региону Поату-Шарант, у департману Приморски Шарант која припада префектури Рошфор.
По подацима из 2011. године у општини је живело 901 становника, а густина насељености је износила 49,15 становника/km². Општина се простире на површини од 18,33 km². Налази се на средњој надморској висини од 25 метара (максималној 41 m, а минималној 13 m).

## Демографија
| 1962. | 1968. | 1975. | 1982. | 1990. | 1999. | 2011. |
| ----- | ----- | ----- | ----- | ----- | ----- | ----- |
| 498   | 566   | 554   | 634   | 730   | 739   | 901   |

График промене броја становника у току последњих година